# Australische Zyklonsaison 2011–2012
Die Australische Zyklonsaison 2011–2012 begann offiziell am 1. November 2011 und endete am 30. April 2012. Der operative Plan der World Meteorological Organization sieht für die Gewässer auf der Südhalbkugel zusätzlich ein „tropisches Zyklonjahr“ vor. Dieses begann bereits am 1. Juli 2011 und endete am 30. Juni 2012.

## Ursachen
Bestandteil der australischen Zyklonsaison sind Stürme, die sich südlich des Äquators zwischen dem 90. und 160. Grad östlicher Länge bilden. Dazu gehören Australien, Papua-Neuguinea, der westliche Teil der Salomonen, Osttimor und die südlichen Bereiche Indonesiens. Tropische Wirbelstürme in diesem Gebiet werden von fünf Tropical Cyclone Warning Centres (TCWCs) überwacht: dem Bureau of Meteorology in Perth, Darwin und Brisbane in Australien; dem TCWC Djakarta in Indonesien und dem TCWC Port Moresby in Papua-Neuguinea.
Das Joint Typhoon Warning Center gibt für diese Region inoffizielle Warnungen aus, die für US-amerikanische Einrichtungen bestimmt sind. Dabei wird die Erweiterung „S“ verwendet, wenn sich der Sturm westlich von 135° östlicher Länge bildet und ein „P“, falls dies östlich dieser Linie geschieht.

## Stürme

### Schwerer Tropischer Zyklon Alenga
Am 30. November begann das JTWC mit der Beobachtung eines Tiefdruckgebietes etwa 480 km südwestlich von Padang auf Sumatra, Indonesien. Dieses System zog langsam nach Südosten, bevor es nach einigen Tagen in Richtung Südwesten schwenkte, wobei es sich aufgrund geringer vertikaler Windscherung stetig entwickelte. Die TCWCs in Perth und Jakarta gaben am 3. Dezember bekannt, dass sich 1220 km südwestlich der indonesischen Hauptstadt ein schwaches Tief gebildet hat, doch war es am 4. Dezember in den Verantwortungsbereich von Météo-France in La Réunion gezogen, erhielt dort am 5. Dezember vom Mauritius Meteorological Service seinen Namen und intensivierte sich (nach der dort verwendeten Skala) bis zum schweren tropischen Sturm intensiviert. Im Laufe des 6. Dezembers änderte Alenga seine Zugrichtung erneut und wanderte in südöstlicher Richtung zurück in die australische Region. Dabei schwächte sich der Sturm zunächst ab. Am 7. Dezember um 7:10 Uhr UTC übernahm das TCWC in Perth den Alenga als Kategorie-2-Zyklon in seinen Verantwortungsbereich. Günstige Bedingungen sorgten am 8. Dezember für eine rapide Intensivierung in einen Kategorie-3-Zyklon. Als solcher erreichte Alenge mit zehnminütigen Windgeschwindigkeiten von 150 km/h nach der australischen Skala und mit einminütigen Windgeschwindigkeiten von 175 km/h nach der Saffir-Simpson-Hurrikan-Windskala die größte Stärke.
Stärkere Windscherung führte dann zu einer raschen Abschwächung, die Konvektion erlosch, und das Zirkulationszentrum walzte sich aus. Am 9. Dezember stufte das TCWC Alenga zu einem tropischen Tief ab.

### Tropischer Zyklon Fina
Am 20. Dezember meldete das TCWC Brisbane, dass sich zwischen Papua-Neuguinea und Neukaledonien ein tropisches Tief gebildet hat, das in südöstlicher Richtung zog. In den folgenden 24 Stunden zog das System in südsüdwestlicher Richtung, wobei sich die Konvektion infolge geringer Windscherung über dem Zirkulationszentrum konsolidierte. Am 21. Dezember stellte das TCWC fest, dass die zehnminütige Windgeschwindigkeit 65 km/h erreichte und gab dem System den Namen Fina. Doch kurz nachdem Fina zum benannten Zyklon wurde, setzte eine Abschwächung des Systems ein, weil ein Höhentrog, der über den Osten Australiens zog, eine Zunahme der Windscherung bewirkte. Diese führte zu einer Freistellung des bodennahen Zirkulationszentrum, und die Konvektion wurde 135 km vom Zentrum versetzt. Spät am 22. Dezember stufte das TCWC Brisbane Fina zu einem tropischen Tief ab. Spät am 25. Dezember wurde Fina ein außertropisches System.

### Tropisches Tief 03U (Benilde)
Am 21. Dezember berichtete das TCWC Perth in seinen tropischen Wetterprognosen, dass sich etwa 770 km nordöstlich von West Island der Cocos (Keeling) Islands ein tropisches Tief zu entwickeln begann. Während der folgenden Tage wurde das System weiter beobachtet. Es wandert langsam in einer westsüdwestlichen Richtung und gelangte am 28. Dezember westwärts über den 90. östlichen Längengrad ins Verantwortungsgebiet des von Météo-France auf La Réunion, wo sich das System weiter organisierte und schließlich als Tropischer Zyklon Benilde seinen Höhepunkt erreichte.

### Tropischer Zyklon Grant
Eine Gewitterzone nordnordöstlich von Darwin wurde am 21. Dezember als Tropisches Tief 04U klassifiziert. Das System driftete auf einem herumirrenden Kurs einige Tage nördlich der Tiwi Islands hin und her, bevor es nach Süden zog und sich am 25. Dezember in einen Kategorie-1-Zyklon intensivierte. Das System zog langsam auf die Cobourg Peninsula zu und erreichte im Tagesverlauf die Kategorie 2 nach der australischen Zyklonskala. Nach der Überquerung der Halbinsel zog Grant über den Van-Diemen-Golf und gelangte östlich von Point Stuart früh am 26. Dezember zum zweiten Mal über Land. Nach dem Landfall verlor Grant an Kraft und wurde schließlich als ex-tropisches Tief eingestuft, als er Jabiru passierte. Am Flugplatz Jabirus zeichnete die Wetterstation in den 24 Stunden bis zum 26. Dezember um 9:00 Uhr Ortszeit eine Niederschlagsmenge von 71 mm und Windböen von bis zu 61 km/h auf.
Am 27. Dezember zog das System zunächst nach Südosten durch Arnhem Land, wobei es enorme Regenmengen ablud. Von der Ediths Fall Ridge wurden 385 mm Niederschlag gemeldet. Diese Niederschläge führten zu Sturzfluten und Überschwemmungen. Durch Zyklon Grant hervorgerufene Überschwemmungen überfluteten bei Katherine den Stuart Highway, spülten Fahrzeuge von Brücken und führten auf der Central Australian Railway zur Entgleisung eines Güterzuges der Bahngesellschaft Genesee & Wyoming, weil die Gleise unterspült waren. The Ghan wurde deswegen in Katherine gestoppt. Am folgenden Tag zog das System nach Osten und brachte erhebliche Niederschläge in die Einzugsgebiete von Roper River und McArthur River. Schließlich erreichte das System den Golf von Carpentaria, wo das System die Groote Eylandt überquerte und auch die Reintensivierung einsetzte, doch führte die Zufuhr trockener Luft vom Süden und Windscherung dazu, dass es nicht mehr zu einer wesentlichen Reintensivierung kam, sondern am 29. Dezember um 0:00 Uhr UTC das TCWC Brisbane die letzte Warnung zu Grant ausgab. Das System zog weiter ostwärts und verlor am 2. Januar östlich der Cape York Peninsula seine tropischen Eigenschaften.

### Schwerer Tropischer Zyklon Heidi
Am 9. Januar meldete das TCWC Perth, dass sich nördlich von Port Hedland in Western Australia ein tropisches Tief gebildet hat. Das System wanderte südwärts auf die Küste von Pilbara zu und intensivierte sich einen Tag später in einen tropischen Zyklon. Dieser erhielt den Namen Heidi. Es erreichte am 11. Januar die Kategorie 2 der australischen Skala. Nachdem das System mit andauernden Windgeschwindigkeiten von 55 Knoten seinen Höhepunkt erreicht hatte, gelangte es früh am 12. Januar direkt östlich von Port Hedland über Land und wurde einige Stunden nach dem Landfall in die Kategorie 1 zurückgestuft. Günstige Bedingungen führten dazu, dass sich Heidi über Land nur langsam abschwächte, doch spät am 12. Januar wurde das System etwa 45 km nordöstlich von Tom Price in ein tropisches Tief abgestuft.
Das Resttief von Heidi zog weiter nach Süden durch die Gascoyne-Region, wobei durchschnittlich 30 mm Niederschlag fielen; örtlich waren die Niederschläge jedoch wesentlich stärker, wie etwa in Mount Vernon mit 117 mm und in Tangadee mit 74 mm Regen. Die Gebiete an der Küste meldeten durchweg höhere Niederschlagsmengen. In Port Hedland wurden 128 mm Regen und Windböen von 131 km/h gemessen, Wallal Downs meldete 166 mm Niederschlag. Für mehr als 3500 Verbraucher in Port Hedland war zeitweise die Versorgung mit elektrischem Strom unterbrochen. Die Hafenbehörde von Port Hedland hatte vor dem Eintreffen des Zyklons den Hafen der Stadt geschlossen; die Produktion auf den Öl- und Gasfeldern vor der Nordwestküste Australiens wurde angehalten und der Flugverkehr zwischen Perth und Port Hedland wurde eingestellt.

### Tropisches Tief 10U
Ein tropisches Tief, das sich früh am 24. Januar etwa 120 km nördlich von Maningrida im Northern Territory befand, zog langsam west-südwestwärts.
Mehr als 220 mm Niederschlag wurden von der Wetterstation Stokes Hill aufgezeichnet, 206 mm Regen vielen am Point Fawcett im Bereich der Tiwi Islands und eine Regenmenge von 170 mm meldete das Bureau of Meteorology am Darwin International Airport. Aus dem Nordwesten des Darwin-Daly Districts und dem Norden des Arnhem Districts wurden Windböen mit Geschwindigkeiten von 78 km gemeldet. Hunderte von Bewohnern der Außenbezirks Darwins waren von Stromausfällen durch heruntergerissene Versorgungsleitungen betroffen. Die Auswirkungen des herannahenden Tiefes führten dazu, dass Veranstaltungen im Rahmen des Australia Day verlegt wurden.

### Tropischer Zyklon Iggy
Am 21. Januar wies das JTWC erstmals auf ein Gebiet mit Konvektion und einer schwachen bodennahen Zirkulation hin, das sich etwa 480 km entfernt von Port Hedland befand. Das TCWC Perth meldete am 24. Januar, das sich etwa 720 km nordnordwestlich von Exmouth, Western Australia ein Tief gebildet hat. Das Tief zog einige Zeit westwärts, bevor es spät am 25. Januar scharf nach Süd-Südosten abdrehte in Richtung der Küste der Pilbara. Das System intensivierte sich stetig und wurde am Vormittag des 26. Januar zum Kategorie-1-Zyklon Iggy. Früh am 27. Januar intensivierte sich Iggy 610 km nordwestlich von Exmouth in einen Kategorie-2-Zyklon. Am 28. Januar erreichte Iggy die größte Intensität mit einem zentralen Luftdruck von unter 970 hPa. Einen Tag später wurde das System stationär, aufquellendes Wasser behinderte deswegen die weitere Entwicklung. Spät am 29. Januar schwächte sich Iggy deswegen in einen Kategorie-1-Zyklon ab. Am 30. Januar begann das System zunächst langsam nach Südwesten und erreichte schon bald erneut die Kategorie 2 der australischen Zyklonskala. Früh am nächsten Tag schwächte sich Iggy erneut um eine Kategorie ab, um am 1. Februar erneut die Kategorie 2 zu erreichen.
Iggy verlor die Intensität eines Zyklons am 2. Februar und gelangte in der Nähe von Jurien Bay über Land und verlor die tropischen Eigenschaften. Warnungen vor Sturm und Starkregen wurden deswegen für die Gebiete zwischen Kalbarri, Morawa, Wongan Hills, Narrogin und Harvey, also auch für Geraldton, Perth and Mandurah. Iggy war der erste ehemalige Zyklon seit Zyklon Bianca (2011), der sich auf diese Region auswirkte. In Lancelin wurde im Zusammenhang mit Zyklon Iggy eine Niederschlagsmenge von 98 mm registriert. Am 3. Februar löste sich Iggy über Land auf.
Während seiner Entstehungsphase löste Iggy Unwetter, Tornados und Überflutungen auf Java, Bali und Lombok in Indonesien aus, wodurch mindestens 16 Personen getötet und mehrere Tausend Häuser zerstört wurden.

### Tropischer Zyklon Jasmine
Am 2. Februar meldete das TCWC Darwin, dass sich im Carpentaria-Golf eine tropische Störung gebildet hat. Diese gelangte am selben Tag an der Nordspitze von Queensland über Land. Am selben Tag gab das TCWC Darwin die letzte Warnung zu dem System aus, da dieses in den Zuständigkeitsbereich des TCWCs in Brisbane gezogen war. Es zog weiter ostwärts, und als sich die tropische Störung am 3. Februar östlich von Cairns über dem Wasser des Korallenmeeres befand, gewann es erneut an Organisation. Es wurde vom JTWC am 4. Februar als tropischer Sturm eingestuft und etwas später an dem Tag vom Bureau of Meteorology als Kategorie-1-Zyklon, der den Namen Jasmine erhielt. Das System zog weiter nach Osten und überquerte am 6. Februar den 165. östlichen Längengrad und gelangte somit in den Verantwortungsbereich des RSMCs Nadi. Das BoM gab jedoch erst früh am 7. Februar seine letzte Warnung zu dem System aus.

### Tropisches Tief (Hilwa)
Am 5. Februar erwähnte das TCWC in Perth in seinem tropischen Wetterausblick bekannt, dass eine tropische Störung bei 12° S, 95° O, etwa 200 km westlich der Kokosinseln, sich zu einem tropischen Tief entwickelte. Das System wanderte langsam westwärts und gelangte in den Verantwortungsbereich des RSMCs La Réunion, ohne sich zu einem benannten Sturm zu intensivieren. Das JTWC stufte das System jedoch am 14. Februar noch östlich des 90. östlichen Längengrades als tropischen Zyklon ein und kennzeichnete es als 13S. Das System entwickelt sich schließlich im südwestlichen Indik zu einem benannten Sturm mit dem Namen Hilwa.

### Tropischer Zyklon Koji-Joni
Ein Gebiet mit Gewittern, das vom TCWC Perth bereits seit dem 3. März überwacht wurde, entwickelte sich am 6. März zu einem tropischen Tief. Es wurde vom Bureau of Meteorology als Tropisches Tief 15U und vom JTWC als Tropischer Zyklon 16S klassifiziert. Am Morgen des 8. März intensivierte sich das Tief in einen Kategorie-2-Zyklon und erhielt den Namen Koji. Doch einige Stunden später zog Koji westwärts über den 90. östlichen Längengrad in den südwestlichen Indik und erhielt vom Mauritius Meteorological Service den Namen Joni.

### Schwerer Tropischer Zyklon Lua
Früh am 10. März meldete das TCWC Perth die Bildung eines tropischen Tiefes (16U) vor der Küste von Pilbara, 470 km nordwestlich von Karratha. Das System wurde am 13. März sowohl vom TCWC Perth als auch vom JTWC in einen Kategorie-1-Zyklon eingestuft und entfernte sich von der Küste in nordwestlicher Richtung. Am 14. März schwenkte Lua auf eine direkt nördliche Zugbahn und wurde um 13:00 Uhr UTC in die Kategorie 2 aufgestuft. Etwa zu dieser Zeit drehte Lua auf eine nordöstliche Zugbahn, zunächst weg von der Küste von Western Australia. In der zweiten Tageshälfte des 15. März nahm der Zyklon eine ostsüdöstliche Zugrichtung an und intensivierte sich früh am 16. März  zum zweiten schweren tropischen Zyklon der Saison. Im Tagesverlauf gewann Zyklon Lua weiter an Kraft und erreichte am 17. März mit einem zentralen Luftdruck von 930 hPa und andauernden zehnminütigen Windgeschwindigkeiten von 165 km/h seinen Höhepunkt. Der Landfall am 17. März bei Pardoo Station, etwa 120 km östlich von Port Hedland, leitete dann die rasche Abschwächung ein.

### Tropisches Tief 17U
Am 9. März entwickelte sich nördlich von Kimberley ein Tiefdruckgebiet. Während der folgenden drei Tage zog das System westwärts und südwestwärts in die Timorsee, wobei sich das Tiefdruckgebiet langsam entwickelte. Am 12. März meldete das TCWC Darwi, dass sich das System zum Tropischen Tief 17U intensiviert hat. Während sich 17U der Nordküste von Westaustraliens näherte, intensivierte es sich langsam. Nachdem das System am 14. März die Küste im Nordosten des Bundesstaates Western Australia überquerte, schwächte es sich ab. Das System änderte seine Zugrichtung auf Ost-Südost, gelangte erneut, jedoch nur kurz, über Wasser und erreichte die Küste ein zweites Mal an der nordwestlichen Ecke des Northern Territory. Das TCWC Darwin stellte die Sturmwarnungen dann ein, weil sich das System zu einem schwachen Tiefdruckgebiet abschwächte. In den folgenden Stunden zog das System nach Ost-Südosten tief ins Landesinnere des Northern Territory, bevor es mit unveränderter Intensität spät am 15. März den Nordwesten von Queensland erreichte. Dabei erreichte der nördliche Teil des Systems bereits über die Wasseroberfläche des südlichen Golf von Carpentaria. Das Tief überquerte den südöstlichen Teil des Golfes und überquerte bei Howitt im südwestlichen Bereich der Cape York Peninsula erneut die Küste. Das System gelangte dann unter Einfluss eines subtropischen Rückens über Zentralaustralien, der die Zugrichtung des Tiefs umdrehte und es westwärts zurück über den Golf lenkte.

### Tropisches Tief
Mitte April meldete das TCWC Darwin, dass sich direkt in der Arafurasee vor der Südküste Neuguineas ein tropisches Tief gebildet hat. Als der Sturm sich langsam nordwestwärts bewegte, wirkte er sich auf den südlichen Teil der Insel aus. Der Sturm drehte dann auf eine südliche Richtung und dann rasch nach Westen und zog dann einige Tage in diese Richtung. Das Tief intensivierte sich am 16. April leicht. Am nächsten Tag schwächte sich das System rasch ab und zog west-südwestwärts durch die Arafurasee. Das System verlor am 18. April den größten Teil seiner Konvektion. Früh am 19. April intensivierte sich das Tief wieder und erreichte, trotz seiner mangelhaften Organisierung und trockener Luft, seine größte Intensität. Am 20. April gelangte das tropische Tief nördlich der Tiwi Islands in die Timorsee, wo es sich erneut abzuschwächen begann. Während dieser Zeit fingen die äußeren Regenbänder des tropischen Tiefs an, sich auf die Küste des Northern Territory und insbesondere die näher am Sturmzentrum liegenden Tiwi Islands auszuwirken. Das System verblieb noch einen Tag vor der Küste des Northern Territory fast stationär, bevor das System langsam aus der Region herauswanderte. Im Tagesverlauf disorganisierte sich das Tiefdruckgebiet weitgehend, während es sich Western Australia annäherte. Am 21. April drehte das tropische Tief auf eine südwestliche Richtung, und die äußeren Regenbänder erreichten schon kurz darauf den äußersten Norden der Küste von Western Australia. Vom 23. April an gab das TCWC Perth Warnungen zu dem Tief aus, da es sich inzwischen in deren Verantwortungsbereich bewegte. Am 24. April begann das tropische Tief rapide an Intensität zu verlieren. Spät an dem Tag erreichte das System die Küste im Nordwesten des Bundesstaates und konnte erneut etwas Konvektion gewinnen, doch das System schwenkte nordwärts und dann schließlich nach Nordosten. Früh am 25. April verzichtete das TCWC Perth darauf, das System in ihrer Vorhersage des tropischen Wettergeschehens zu erwähnen, weil es sich aufgelöst hatte.

### Tropisches Tief 19S
Am 5. Mai meldete das JTWC, dass sich in der Bandasee etwa 425 km nordöstlich von Dili, Timor eine tropische Störung gebildet hat. Am 7. Mai stellte das TCWC Jakarta die Intensivierung der Störung in ein tropisches Tief fest, und das JTWC gab dem System die Bezeichnung 19S. Mit einem zentralen Luftdruck von 996 hPa erreichte das System schon kurz darauf seine größte Intensität. Vom Norden her sich erhöhende vertikale Windscherung führte dazu, dass sich die Konvektion im nördlichen Halbkreis auflöste, und als der Sturm nach Südosten driftete, stellte das JTWC seine Sturmwarnungen ein. Am 8. Mai nahm die Windscherung ab und das System konnte seine Konvektion zurückerlangen und sich reorganisieren. Im Tagesverlauf schlug das System eine südsüdwestliche Zugbahn ein und passierte zwischen einigen indonesischen Inseln.
Am 10. Mai wandte sich 19S nach Südwesten und näherte sich der Insel Timor. Am nächsten Tag organisierte sich das System weiter und bewegte sich in westlicher Richtung. Das System wirkte sich auf den Südwesten Timors aus und verblieb zwei Tage stationär. Dabei verlor es an Kraft, Am 12. Mai beschleunigte sich die Abschwächung und das System zog in nordwestlicher Richtung. Früh am 14. Mai zog 19S östlich an Sumba vorbei und traf auf Flores, da das System weiter in nordwestlicher Richtung zog. Durch die Überquerung der Insel schwächte sich das System jedoch weiter ab und sowohl das TCWC Jakarta als auch das TCWC Darwin gaben ihre letzten Warnungen zu dem System aus, da sich dieses nördlich von Flores aufgelöst hatte.

## Sturmnamen
Die verschiedenen Tropical Cyclone Warning Center vergeben die Namen für Stürme, die sich in ihrem jeweiligen Zuständigkeitsbereich bilden. Die Stürme behalten ihren Namen, wenn sie von einem Zuständigkeitsbereich in einen anderen wandern. Allerdings werden Stürme, die in den Verantwortungsbereich von Météo-France auf Réunion wechseln, dort in dieser Saison letztmals neu benannt. Stürme, die von dort kommend in den Verantwortungsbereich des TCWC in Perth gelangen, behalten den im südwestlichen Indischen Ozean vergebenen Namen.

### TCWC Djakarta
Das TCWC in Djakarta beobachtet tropische Zyklone, die sich zwischen dem Äquator und 10° südlicher Breite und zwischen 90° und 125° östlicher Länge bilden. Durch das australische Bureau of Meteorology werden in diesem Gebiet zur Unterstützung spezielle Sturmhinweise ausgegeben. Sollte sich ein tropischer Zyklon innerhalb dieses Verantwortungsbereiches bilden, dann vergibt das TCWC Djakarta einen Namen von der folgenden Liste; der letzte durch Djakarta vergebene Name war Anggrek im Jahr 2010. In der Saison 2009–2010 wurde durch das TCWC Djakarta kein Sturm benannt.

### TCWC Port Moresby
Tropische Wirbelstürme, die sich zwischen 10° südlicher Breite und dem Äquator sowie zwischen 141° und 160° östlicher Länge bilden, werden Namen durch das Tropical Cyclone Warning Centre in Port Moresby auf Papua-Neuguinea zugewiesen. Die Bildung tropischer Zyklone in diesem Gebiet ist selten, während der Saison 2007–2008 war es nur ein Sturm, Zyklon Guba. Die nachfolgende Liste nennt die Namen, die das TCWC in Port Moresby vergibt. Es ist unklar, welches der nächste Name ist, der vergeben wird. Seit 2007 wurde kein Sturm mehr durch das TCWC Port Moresby benannt.

### TCWCs in Perth, Darwin und Brisbane
Seit Beginn der Zyklonsaison 2008–2009 verwendet das australische Bureau of Meteorology nur noch eine einzige Namensliste, betreibt aber nach wie vor drei TCWCs, in Perth, Darwin und Brisbane. Diese beobachten alle tropischen Wirbelstürme, die sich zwischen 90° und 160° östlicher Länge bilden und geben spezielle Warnungen heraus, wenn Zyklone in den Verantwortungsbereichen der TCWCs in Djakarta oder Port Moresby entstehen. Die folgenden Namen wurden für benannte Stürme benutzt:
Fina, Grant, Heidi, Iggy, Jasmine, Koji, Lua